# ایندیگو پینتس
ایندیگو پینتس (انگلیسی: Indigo Paints) شرکت صنایع شیمیایی هندی است، که در سال ۲۰۰۰ تأسیس شد.